# António de Holanda

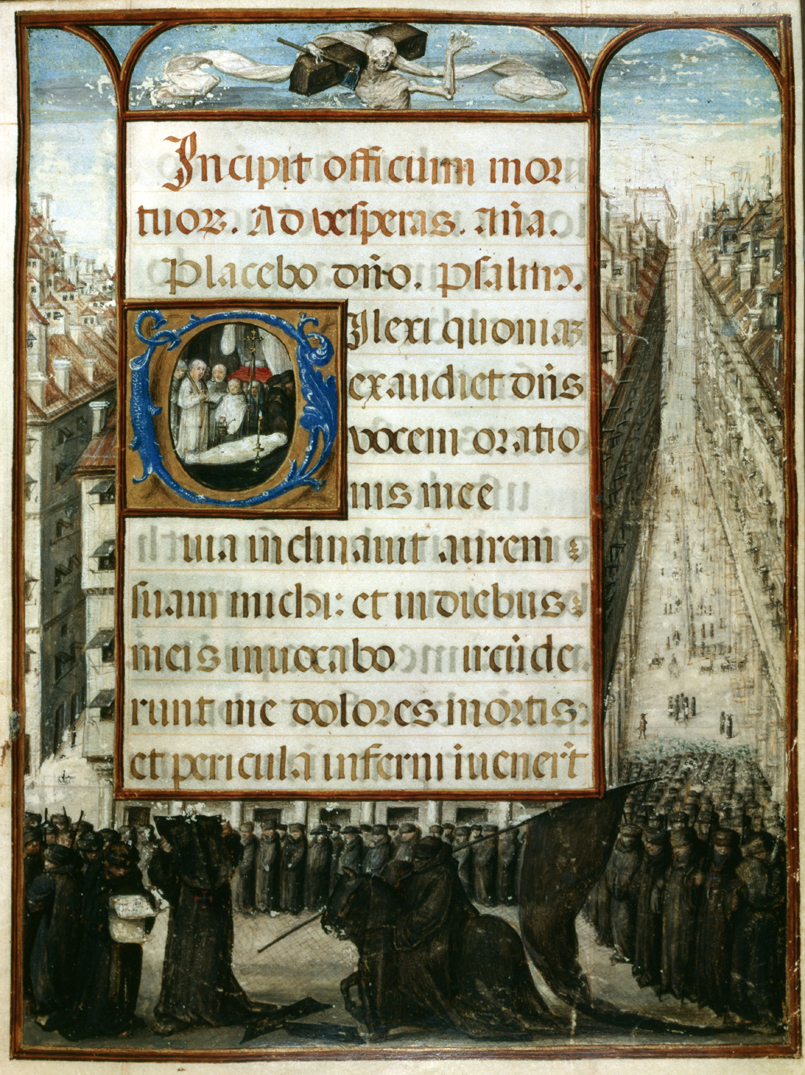
Getijdenboek van Dom Manuel, incipit van het dodenofficie, Museu Nacional de Arte Antiga, Lissabon

António de Holanda was een miniaturist werkzaam in Portugal in de eerste helft van de zestiende eeuw. Op basis van zijn naam wordt algemeen aangenomen dat hij uit de Noordelijke Nederlanden afkomstig was.

## Biografische elementen
Hij werd waarschijnlijk geboren tussen 1480 en 1500, maar de vroegste verwijzing naar hem is pas van 1518 toen hij door koning Emanuel I benoemd werd tot persevant, een functie die hij behield onder het bewind van Johan III. Die laatste kende hem in 1527 een lijfrente toe. In 1541 werd António door Johan terug naar Toledo geroepen om portretten te maken van keizer Karel V, zijn schoonbroer, van diens zoon Filips en van Isabella, zijn zus en echtgenote van Karel V. In 1544 kreeg hij de opdracht van Johan III om een expertise te doen van het getijdenboek van Catharina, zijn echtgenote, gemaakt in Vlaanderen door Simon Bening in opdracht van de Portugese humanist Damião de Góis.
António had een zoon, Francisco, die een van de belangrijke Portugese renaissance kunstenaars was. Net als zijn vader verluchtte hij manuscripten, maar daarnaast was hij paneelschilder, architect, essayist en historicus. Na november 1555 kreeg António de opdracht van Anton, prior van Crato, een neef van Johan III, voor het ontwerpen van een wapenschild met wapendragers. Het werk werd uitgevoerd door zijn zoon Francisco omdat António stervende was, zoals Francisco later zou schrijven in een brief aan Anton. Francisco diende het ontwerp in bij Johan III in juni 1557, kort voor het overlijden van zijn vader. We kunnen er dus van uitgaan dat António overleed in 1557 of 1558.

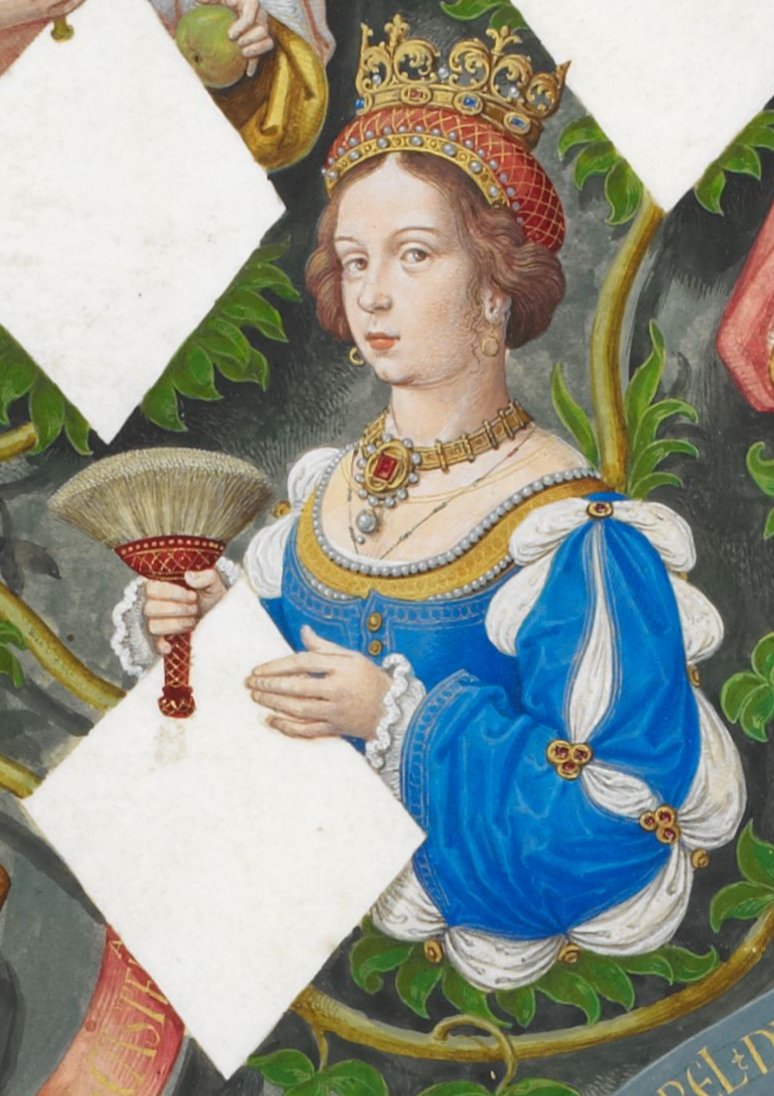
Johanna van Portugal (1439-1475), Genealogie van de koninklijke huizen van Spanje en Portugal, British Library, Londen

## Werken
António werkte in Portugal in een periode die men kan definiëren als het hoogtij van de boekverluchting. Hij schilderde in een laatgotische stijl of meer precies in de Gents-Brugse stijl.
Enkele gedocumenteerde werken van António zijn verloren gegaan, onder meer een psalter en twee boeken van de dominicanen van het klooster van Tomar, maar er zijn een aantal werken bewaard gebleven die aan hem en zijn atelier worden toegeschreven:
- Getijdenboek van koningin Leonora, nu in de J. Pierpont Morgan Library in New York
- Een miniatuur in het getijdenboek van Johan III van Portugal, ook het Getijdenboek van D. Manuel genoemd, nu in het Museu Nacional de Arte Antiga in Lissabon, met inventarisnr. 14/130 ilum.
- Genealogie van de koninklijke huizen van Spanje en Portugal, in samenwerking met Simon Bening. Londen, British Library, Additional ms. 12351
- Enkele frontispices van de Leitura Nova[4] bewaard in het Arquivo Nacional da Torre do Tombo, Lissabon.[3]
- Het Pontificale van Hendrik van Portugal, Arquivo Nacional da Torre do Tombo, codex cadaval 16.
- Miller Atlas, samen met de cartografen Pedro Reinel, zijn zoon Jorge Reinel en Lopo Homem, gemaakt voor Emanuel I, nu bewaard in de Bibliothèque nationale de France, Parijs